# 27466 Cargibaysal
27466 Cargibaysal è un asteroide della fascia principale. Scoperto nel 2000, presenta un'orbita caratterizzata da un semiasse maggiore pari a 2,5539641 UA e da un'eccentricità di 0,1366607, inclinata di 9,42310° rispetto all'eclittica.